# Владимир Јовановић (кошаркашки тренер)
Владимир Влада Јовановић (Младеновац, 15. март 1984) српски је кошаркашки тренер.

## Биографија
Рођен је 1984. године у Младеновцу, а професионалну тренерску каријеру започео је 2012. године. Ожењен је Јеленом, са којом има сина Василија и ћерку Ленку рођену 2020. године.

## Каријера

### Клупска
Јовановић је био помоћни тренер ФМП-а у саставу стручног штаба тренера Милана Гуровића и Слободана Клипе од 2012. до 2016. године. Током сезоне 2016/17. радио је са екипом Црвене звезде до 16 година и освојио државно првенство.
Дана 26. јула 2017. године вратио се у ФМП, где је постао главни тренер тима. У Јадранској лиги дебитовао је 28. септембра 2017. године као главни тренер, а његов тим тада је поражен од Цедевите резултатом 74 : 67. Jовановић је своје прво искуство у НБА лиги имао кроз тренерски стаж у Летњој лиги у сезони 2018. са Лос Анђелес клиперсима. У јулу 2020. годјне потписао је двогодишњи уговор са ФМП-ом. Дана 14. децембра 2020. године споразумно се разишао са ФМП-ом, након што је његов тим победио две, а изгубио шест утакмица на почетку сезоне Јадранске лиге 2020/21.
Јовановић је постао тренер хрватског кошаркашког клуба Цибона 2. фебруара 2021. године. Био је први тренер Цибоне из Србије након Драгана Шакоте, који је овај клуб тренирао од 1989. до 1990. године. Дана 8. јануара 2022. године споразумно је отишао из клуба након пораза од Забока резултатом 83 : 73. Током његовог вођења Цибоне, са клубом је остварио тридесет и девет победа и двадесет и пет пораза.
Тренер Црвене звезде постао је 8. јула 2022. године. На тој функцији је био до 13. новембра исте године када је добио отказ. Водио је Црвену звезду на 12 такмичарских утакмица и забележио је учинак од пет победа и седам пораза (4-1 у Јадранској лиги и 1-6 у Евролиги).
У јануару 2023. је постављен за тренера Игокее. У јуну 2023. године продужио је уговор са тимом из Александровца. У априлу 2024. добио је отказ.

### Репрезентативна
Јовановић је био помоћни тренер кошаркашке репрезентације Србије до 18 година на Европском првенству у Турској, одржаном 2016. године. Помоћни тренер првог тима Србије постао је 5. децембра 2019. године, у тренутку када је репрезентацију водио Игор Кокошков. У септембру 2021. престао је да буде помоћни тренер првог тима Србије. У децембру 2021. године Кошаркашки савез Србије поставио га је на позицију првог тренера репрезентације Србије до 20 година.

## Тренерски успеси

### Клупски
- Игокеа:
  - Првенство Босне и Херцеговине (1):  2022/23.
  - Куп Босне и Херцеговине (1): 2023.[26]